# Chrysopidia junbesiana
Chrysopidia junbesiana är en insektsart som beskrevs av Hölzel 1973. Chrysopidia junbesiana ingår i släktet Chrysopidia och familjen guldögonsländor. Inga underarter finns listade i Catalogue of Life.